# Wirtschaft und Recht
Unter dem Titel Wirtschaft und Recht gibt es jeweils ein Schulfach in Bayern und Thüringen sowie in Österreich. Ebenso werden unter dem Titel auch Studiengänge an Hochschulen angeboten.

## Schulfach

### Bayern
In Bayern werden in Wirtschaft und Recht Kenntnisse aus den Bereichen Wirtschaftswissenschaft und Rechtswissenschaft vermittelt. 
In den letzten Jahren wurde mehrfach von wirtschaftsnahen Kreisen gefordert, dass Inhalte von Wirtschaft und Recht in allen Bundesländern in den allgemeinbildenden Schulen gelehrt werden sollten. In Bayern ist das Fach mittlerweile dermaßen etabliert, dass mit der Umstellung auf den neuen Lehrplan (G8) die Pflichtunterrichtsstunden in Wirtschaft und Recht erhöht wurden.
An bayerischen Gymnasien wird das Fach ab Jahrgangsstufe 9 gelehrt. Bei Wahl des gymnasialen wirtschaftswissenschaftlichen Zweiges ist Wirtschaft und Recht bereits ab Jahrgangsstufe 8 Kernfach. Dort wird zusätzlich auch Wirtschaftsinformatik unterrichtet. In der Oberstufe des G8 ist verpflichtend entweder Wirtschaft und Recht oder Geographie als Fach zu belegen.
An bayerischen Realschulen wird das Fach ab der 8. Jahrgangsstufe gelehrt. 

### Thüringen
Seit 1990 gibt es das Schulfach Wirtschaft und Recht in Thüringen. Der Lehrplan sieht Unterricht ab der achten Klasse in einer Stunde pro Woche vor. An Gymnasien kann es auch als Fach mit grundlegendem Anforderungsniveau (Grundkurs) mit 2 oder als Fach mit erhöhtem Anforderungsniveau (Leistungskurs) mit 4 Wochenstunden in den Klassen 11 und 12 belegt werden. Es zählt zu den Gesellschaftswissenschaften und kann diesen Bereich für das Abitur allein abdecken.
Themenschwerpunkte von Wirtschaft und Recht in Thüringen sind Grundlagen aus der Wirtschaft (z. B. Funktionsprinzip einer Marktwirtschaft, Verhältnis von Angebot und Nachfrage) und aus dem Recht (z. B. Vertragsrecht, Familienrecht, Strafrecht).
Im Rahmen des Kurssystems an Regelschulen wurde ein neues Fach Wirtschaft, Recht, Technik eingeführt, das die beiden Fächer Wirtschaft und Recht (nur Realschule) und Wirtschaft und Technik (nur Hauptschule) miteinander kombiniert.

### Österreich
An höheren technischen, gewerblichen und kunstgewerblichen Schulen (BHS/HTL, FS u. a.) gliedert sich der Wirtschaftskundeunterricht in die Fachgebiete Wirtschaft und Technik und Recht und Politische Bildung. Ein Unterrichtsgegenstand dort ist Wirtschaft und Recht (WIR).

## Studiengänge
- seit 1996: Technische Hochschule Wildau: Wirtschaft und Recht (LL.B. und LL.M.)
- seit 2005: Universität des Saarlandes: Wirtschaft und Recht (B.Sc. und M.Sc.)
- seit 2005: Universität Münster: Wirtschaft und Recht (B.Sc.)
- seit 2005: Universität Klagenfurt: Wirtschaft und Recht (B.Sc. und M.Sc.)
- seit 2018: Hochschule Kaiserslautern: Wirtschaft und Recht (B.A. und M.A.)
- seit 2016 International School of Management: Business Law (LL.B.)